# Championnat du monde féminin de keirin

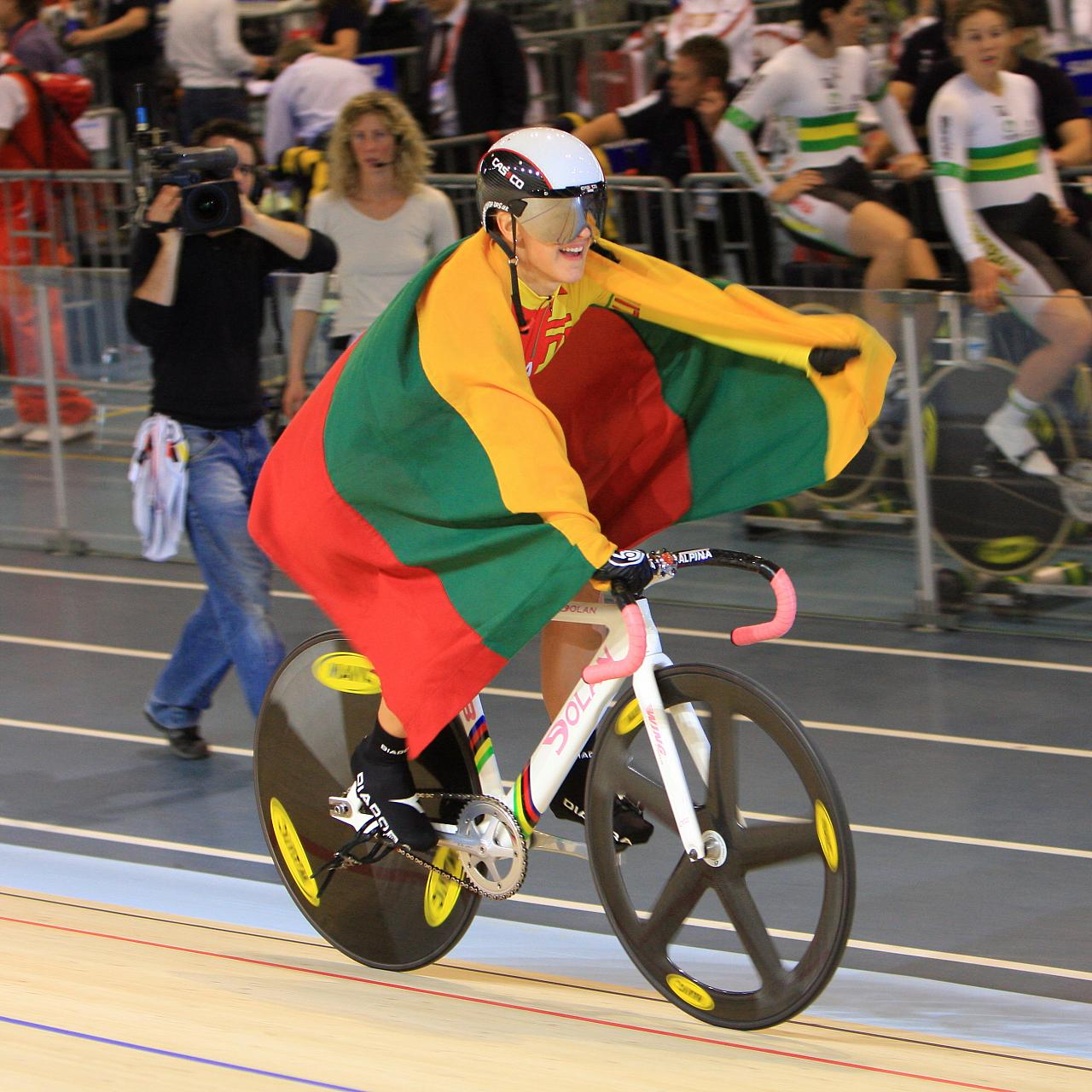
La Lituanienne Simona Krupeckaitė après sa victoire en 2010.

Le championnat du monde de keirin est organisé depuis 2002 pour les femmes, l'épreuve masculine existant depuis 1980.

## Palmarès
| Édition | Or                          | Argent                    | Bronze                     |
| ------- | --------------------------- | ------------------------- | -------------------------- |
| 2002    | Li Na (CHN)                 | Clara Sanchez (FRA)       | Rosealee Hubbard (AUS)     |
| 2003    | Svetlana Grankovskaya (RUS) | Anna Meares (AUS)         | Oksana Grichina (RUS)      |
| 2004    | Clara Sanchez (FRA)         | Elisa Frisoni (ITA)       | Jennie Reed (USA)          |
| 2005    | Clara Sanchez (FRA)         | Elisa Frisoni (ITA)       | Yvonne Hijgenaar (NED)     |
| 2006    | Christin Muche (GER)        | Clara Sanchez (FRA)       | Guo Shuang (CHN)           |
| 2007    | Victoria Pendleton (GBR)    | Guo Shuang (CHN)          | Anna Meares (AUS)          |
| 2008    | Jennie Reed (USA)           | Victoria Pendleton (GBR)  | Christin Muche (GER)       |
| 2009    | Guo Shuang (CHN)            | Clara Sanchez (FRA)       | Willy Kanis (NED)          |
| 2010    | Simona Krupeckaitė (LTU)    | Victoria Pendleton (GBR)  | Olga Panarina (BLR)        |
| 2011    | Anna Meares (AUS)           | Olga Panarina (BLR)       | Clara Sanchez (FRA)        |
| 2012    | Anna Meares (AUS)           | Ekaterina Gnidenko (RUS)  | Kristina Vogel (GER)       |
| 2013    | Rebecca James (GBR)         | Gong Jinjie (CHN)         | Lisandra Guerra (CUB)      |
| 2014    | Kristina Vogel (GER)        | Anna Meares (AUS)         | Rebecca James (GBR)        |
| 2015    | Anna Meares (AUS)           | Shanne Braspennincx (NED) | Lisandra Guerra (CUB)      |
| 2016    | Kristina Vogel (GER)        | Anna Meares (AUS)         | Rebecca James (GBR)        |
| 2017    | Kristina Vogel (GER)        | Martha Bayona (COL)       | Nicky Degrendele (BEL)     |
| 2018    | Nicky Degrendele (BEL)      | Lee Wai-sze (HKG)         | Simona Krupeckaitė (LTU)   |
| 2019    | Lee Wai-sze (HKG)           | Kaarle McCulloch (AUS)    | Daria Shmeleva (RUS)       |
| 2020    | Emma Hinze (GER)            | Lee Hye-jin (KOR)         | Stephanie Morton (AUS)     |
| 2021    | Lea Sophie Friedrich (GER)  | Mina Sato (JPN)           | Yana Tyshchenko (RUS)      |
| 2022    | Lea Sophie Friedrich (GER)  | Mina Sato (JPN)           | Steffie van der Peet (NED) |
| 2023    | Ellesse Andrews (NZL)       | Martha Bayona (COL)       | Lea Sophie Friedrich (GER) |
| 2024    | Mina Sato (JPN)             | Hetty van de Wouw (NED)   | Katy Marchant (GBR)        |

## Bilan
| Rang | Cycliste             | Pays            | Médaille d'or, Coupe du Monde | Médaille d'argent, Coupe du Monde | Médaille de bronze, Coupe du Monde | Total |
| ---- | -------------------- | --------------- | ----------------------------- | --------------------------------- | ---------------------------------- | ----- |
| 1    | Anna Meares          | Australie       | 3                             | 3                                 | 1                                  | 7     |
| 2    | Kristina Vogel       | Allemagne       | 3                             | 0                                 | 1                                  | 4     |
| 3    | Clara Sanchez        | France          | 2                             | 3                                 | 1                                  | 6     |
| 4    | Lea Sophie Friedrich | Allemagne       | 2                             | 0                                 | 1                                  | 3     |
| 5    | Victoria Pendleton   | Grande-Bretagne | 1                             | 2                                 | 0                                  | 3     |
| 5    | Mina Sato            | Japon           | 1                             | 2                                 | 0                                  | 3     |
| 7    | Guo Shuang           | Chine           | 1                             | 1                                 | 1                                  | 3     |
| 8    | Lee Wai-sze          | Hong Kong       | 1                             | 1                                 | 0                                  | 2     |
| 9    | Rebecca James        | Grande-Bretagne | 1                             | 0                                 | 2                                  | 3     |
| 10   | Nicky Degrendele     | Belgique        | 1                             | 0                                 | 1                                  | 2     |
| 10   | Simona Krupeckaitė   | Lituanie        | 1                             | 0                                 | 1                                  | 2     |
| 10   | Christin Muche       | Allemagne       | 1                             | 0                                 | 1                                  | 2     |
| 10   | Jennie Reed          | États-Unis      | 1                             | 0                                 | 1                                  | 2     |

| Rang  | Pays             | Médaille d'or, Coupe du Monde | Médaille d'argent, Coupe du Monde | Médaille de bronze, Coupe du Monde | Total |
| ----- | ---------------- | ----------------------------- | --------------------------------- | ---------------------------------- | ----- |
| 1     | Allemagne        | 7                             | 0                                 | 3                                  | 10    |
| 2     | Australie        | 3                             | 4                                 | 3                                  | 10    |
| 3     | France           | 2                             | 3                                 | 1                                  | 6     |
| 4     | Grande-Bretagne  | 2                             | 2                                 | 3                                  | 7     |
| 5     | Chine            | 2                             | 2                                 | 1                                  | 5     |
| 6     | Japon            | 1                             | 2                                 | 0                                  | 3     |
| 7     | Russie           | 1                             | 1                                 | 3                                  | 5     |
| 8     | Hong Kong        | 1                             | 1                                 | 0                                  | 2     |
| 9     | Belgique         | 1                             | 0                                 | 1                                  | 2     |
| 9     | États-Unis       | 1                             | 0                                 | 1                                  | 2     |
| 9     | Lituanie         | 1                             | 0                                 | 1                                  | 2     |
| 12    | Nouvelle-Zélande | 1                             | 0                                 | 0                                  | 1     |
| 13    | Italie           | 0                             | 2                                 | 0                                  | 2     |
| 14    | Pays-Bas         | 0                             | 2                                 | 3                                  | 5     |
| 15    | Biélorussie      | 0                             | 1                                 | 1                                  | 2     |
| 16    | Colombie         | 0                             | 2                                 | 0                                  | 2     |
| 17    | Corée du Sud     | 0                             | 1                                 | 0                                  | 1     |
| 18    | Cuba             | 0                             | 0                                 | 2                                  | 2     |
| Total | Total            | 23                            | 23                                | 23                                 | 69    |